# 伊兹尼克湖
伊兹尼克湖（土耳其語：İznik Gölü）是一个坐落于土耳其布尔萨省的湖泊。大约32千米长，10千米宽，最深处80米。伊兹尼克城坐落于湖的东端。距離水平面20米的湖底有建於公元4世紀的教堂。